# 무스타막카라

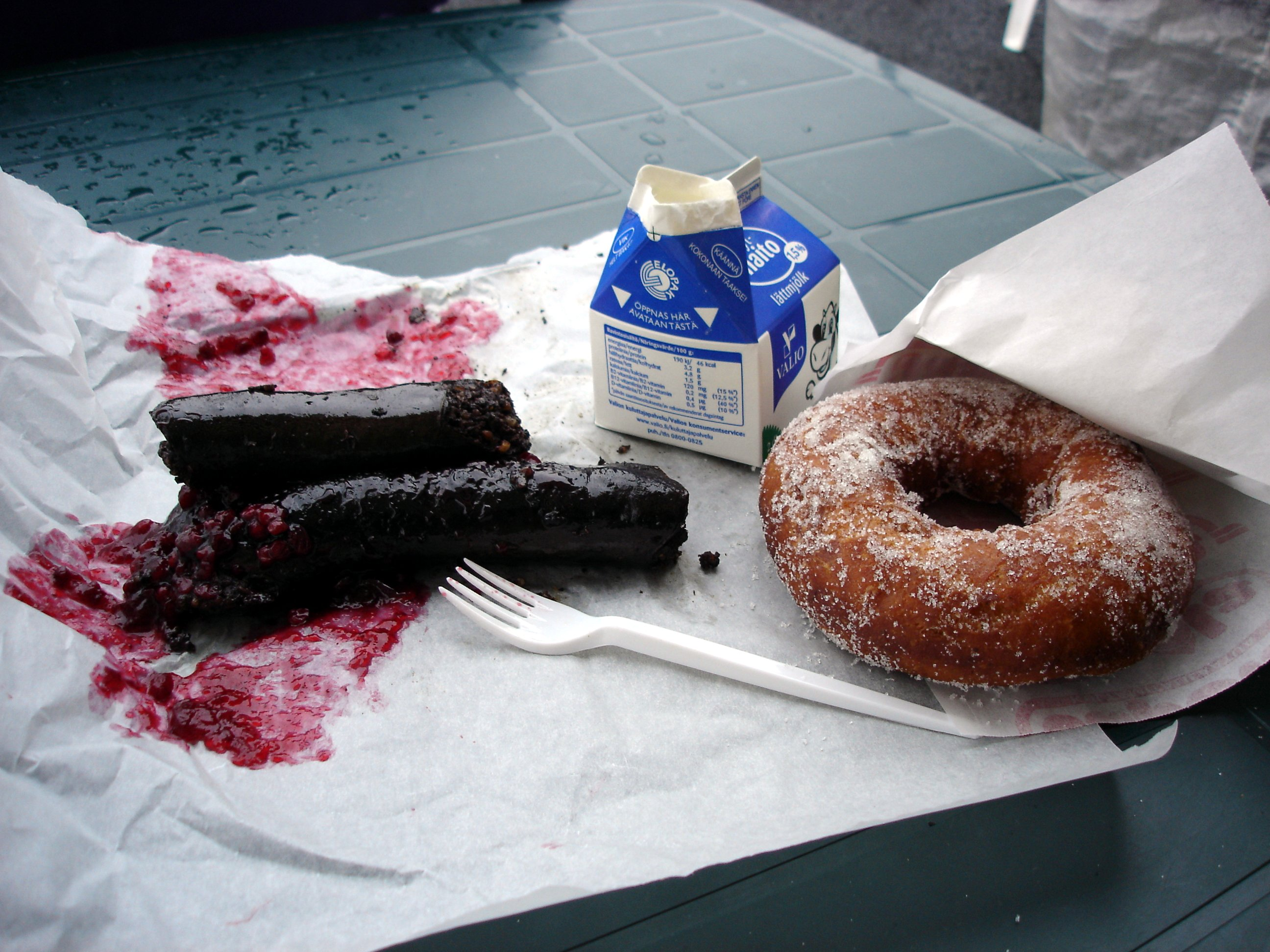
무스타막카라

무스타막카라(핀란드어: mustamakkara)는 핀란드의 선지 소시지이다. 핀란드 전역에서 먹지만 특히 탐페레의 향토 음식으로 알려져 있다. 돼지고기와 돼지 선지, 호밀을 섞은 속을 내장에 채워 익혀 만들고, 보통 월귤잼과 함께 먹는다. 17세기부터 먹기 시작했다.